# Hostia. Trilogia della morte di Pier Paolo Pasolini
Hostia. Trilogia della morte di Pier Paolo Pasolini è un saggio biografico-letterario di Giuseppe Zigaina, pittore nonché amico del poeta, scrittore e regista Pier Paolo Pasolini. Pubblicato per la prima volta nel 1995, si tratta della raccolta dei tre libri pubblicati precedentemente dall'autore, tra il 1987 e il 1993: Pasolini e la morte. Mito, alchimia e semantica del "nulla lucente" (1987); Pasolini tra enigma e profezia (1989); Pasolini e l'abiura. Il segno vivente e il poeta morto (1993).
La tesi dell'autore, altamente controversa e dibattuta, è che Pasolini abbia potuto - per così dire - programmare e far realizzare tutti gli eventi, così come si sono poi effettivamente verificati, dell propria morte: quando all'alba di una domenica mattina, il giorno della commemorazione dei defunti, viene rinvenuto il corpo martoriato di ferite del poeta, in uno sterrato a pochissima distanza dal mare, quell'evento - linguaggio muto - ha costituito per tutti un problema di decifrazione. Un "giallo puramente intellettuale", per utilizzare un'espressione che compare in "Bestia da stile".

## Introduzione
Pasolini avrebbe lasciato in un numero molteplice di suoi testi, a partire almeno dal 1961, indicazioni e descrizioni, più o meno dettagliate, degli eventi che avrebbero direttamente condotto alla propria tragica fine; in poesia, teatro, critica cinematografica, film e sceneggiature, saggistica e quant'altro; una volontà di fare, morendo, poesia, che da parola si fa in tal maniera un gesto estremo ed assoluto: "Per esprimermi compiutamente io devo morire. La mia morte dunque, come segno linguistico, come montaggio del film della mia vita".
Una morte violenta, rituale, teorizzata e profetizzata; quando il protagonista maschile della sua tragedia Orgia, vestito da donna, s'appresta ad impiccarsi, eccolo affermare: "Il mio linguaggio diventerà muto per eccellenza... chi domattina verrà ed alzerà gli occhi per decifrarlo... si troverà davanti ad un fenomeno espressivo... così nuovo da dare un grande scandalo e da smerdare, praticamente, ogni loro amore".
Come il linguaggio della realtà rappresentato dal cinema, facendo uso della morte ai fini di un preciso progetto espressivo esibito con un atto sadomasochistico: "perché solamente la mitica morte eroica è uno spettacolo; e solo essa è utile" Empirismo eretico (pag.275). Un'idea della morte dirompente e creativa, fondata sulla fede nella realtà e nell'efficacia del mito; come afferma anche Mircea Eliade in Mito e realtà (cap. "La divinità assassinata"): il sacrificio opera un gigantesco transfert.
 Come dice lo stesso poeta in Descrizioni di descrizioni: L'allagamento del territorio conoscitivo è inebriante. Ma è un'esperienza che va vissuta, con tutti i suoi rischi.

### Parte prima. Pasolini e la morte
- La contaminazione totale
- Pittura e alchimia
- Nel cuore della realtà
- Dal caos al cosmo

### Parte seconda. Pasolini tra enigma e profezia
- Il lavoro arguto
- Organizzar il trasumanar
- Patmos e l'apokalypsis
- Un altro esempio

### Parte terza. Pasolini e l'abiura
- Scrittore di aforismi
- Il segno vivente e il poeta morto
- Mimesis e diegesis
- Manfredi Stalin e Ciappelletto
- Una "pasolinaria" a Umberto Eco
- "Medea"
- "Porcile" come storia esemplare
- Mythos e Logos
- Il nucleo di senso
- L'analisi del racconto
- La sceneggiatura "come struttura che vuol essere altra struttura"
- "Orgia" come struttura teatrale che ha in sé la volontà a essere altra
- Un'alternativa rivoluzionaria
- "Manifesto per un nuovo teatro"
- Il nuovo teatro
- "Un affetto e la vita"
- Janàcek e la triade
- Petrolio

## Descrizione
Solamente dopo la morte di Pasolini comincia ad emergere, sia dalla vita sia dall'opera, il senso e la qualità della sua testimonianza: la morte ha determinato quel passo avanti ulteriore nel campo della conoscenza, che ha reso la scrittura investita d'una forza del tutto nuova.
Già nel 1967 afferma che l'azione attraverso cui si esprime ogni essere umano manca di unità e senso fino a che essa non è perfettamente compiuta... "È dunque assolutamente necessario morire perché, finché siamo vivi, manchiamo di senso" ed il linguaggio con cui ci esprimiamo rimane intraducibile, un caos di possibilità. "Finché io non sarò morto nessuno potrà garantire di... poter dare un senso alla mia azione". Ma anche Enzo Siciliano si pose con forza la questione: Pasolini chiese a se stesso di morire? Il suo fu un suicidio per delega?.
Attraverso i suoi studi di antropologia, soprattutto dell'autore francese di origini rumene Mircea Eliade, Pasolini unifica l'arte della cinematografia al mito, facendone una nuova realtà, insistendo sul punto: "La morte, dando un significato retroattivo all'intera esistenza passata, ne sceglie i punti essenziali facendone atti mitici o morali fuori dal tempo". In Mito e realtà Eliade specifica che il mito cosmogonico
viene recitato in occasione della morte, situazione del tutto nuova che va resa creatrice; tale mito dev'esser recitato solamente durante un periodo di "tempo sacro", generalmente durante l'autunno o l'inverno e soltanto di notte.
In un racconto intitolato "Gas", scritto nel 1950 pochissimo tempo dopo il suo trasferimento a Roma e raccolto nel 1965 nel libro di prose Alì dagli occhi azzurri Pasolini descrive con accurati dettagli la scoperta da parte di Villon (sdoppiamento col poeta francese maledetto François Villon) del corpo massacrato di un certo Virgili (da Publio Virgilio Marone), un corruttore di minorenni: "il cadavere vi giaceva a brandelli come un mucchio di immondizia... i pezzi del viso erano sparsi più avanti... inzuppati di sangue, erano irriconoscibili". Qui l'autore, divenuto alter ego di Villon, ed in parte anche di "Virgili-o", nel racconto scopre il proprio corpo. Nella pseudo "Nota dell'Editore" (che porta la data 1966-67) a presentazione de La divina mimesis, lo stesso Pasolini scrive che l'autore "è morto ucciso a colpi di bastone a Palermo l'anno scorso".
Zigaina passa poi ad esaminare l'opera pittorica dell'amico, a partire dai ritratti fatti a Maria Callas, dando a tutto l'assieme una valenza in certo qual modo sacra: lo stile di pittura pasoliniana sarebbe stata così, in tal modo, affine alla medioevale "scienza sacra" dell'alchimia. Avrebbe realizzato dei veri e propri maṇḍala atti a preparare rituali magico-alchemici; a quanto ne dice Carl Gustav Jung i mandala sono autentici autoregolanti della psiche, "li chiama in scena come fattori compensativi un disordine nell'ambito del campo della coscienza" e chiamati a trasmutare il caos (la caoticità disordinata della vita) in cosmo (l'ordine fisso e stabile costituito dalla morte).
Seguendo questa visione interpretativa mitico-arcaica e magico-alchemica si può dire che l'atto di iniziazione viene allora compiuto in una notte d'inverno, tempo sacro pagano di halloween tra la festa di tutti i santi e quella di tutti i defunti, tra un sabato e una domenica, in un luogo che ha il nome del "corpo divino sacrificato" (l'ostia sacra) all'interno di un temenos (il campetto da calcio in riva al mare, tra le baracche, là ove il poeta ha trovato la sua morte violenta): una discesa mitica agli inferi, impresa iniziatica atta a conoscere l'enigma della vita e il futuro, quel luogo "ove ricomincia la vita"..

Sempre Pasolini e sempre in Empirismo eretico espone a chiare lettere che 